# Сокіл (волейбольний клуб, Київ)
«Сокіл» — історичний український жіночий волейбольний клуб з Києва. Створений 1940 року.
Клуб — є п'ятиразовим чемпіоном і багаторазовим призером чемпіонату УРСР. Бронзовий призер чемпіонату СРСР.

## Історія
В 1940 році взяла участь в чемпіонаті СРСР жіноча волейбольна команда «Здоров'я» (Київ), створена при Київському медичному інституті. У 1945 «Здоров'я» знову було серед учасників союзної першості, зайняло 9-е місце. У 1950—1952 команда вже під новою назвою «Медик» виступала в чемпіонатах СРСР.
В 1958 команда перейшла під патронаж Київського державного інституту фізичної культури і перейменована в «Буревісник». Тоді ж вона виграла змагання в класі «Б» і з 1960 «Буревісник» незмінно був серед учасників класу «А» союзного волейбольного першості. Кращим результатом «студенток» було 5-е місце в чемпіонаті СРСР 1975 року.
В 1975 році чотири волейболістки київського «Буревісника» (Л. Осадча, А. Ростова, Т. Белоус і Н. Стесіва) в складі збірної України стали чемпіонками Спартакіади народів СРСР.
В 1977 році «Буревісник» був перейменований в СКІФ (Спортивний клуб інституту фізкультури), а з 1979 року в союзних першостях команда виступала під назвою «Сокіл». Перший серйозний успіх в союзному чемпіонаті до київської команді прийшов в 1981 році, коли «Сокіл» під керівництвом старшого тренера В. Іванова зайняв 3-е місце в чемпіонаті СРСР. Бронзовими призерами стали Л. Осадча, А.Мазур (Ростова), В.Воронкова, Т.Дима, Н.Іщенко, І.Калганова, Г. Косенко, С.Кріворучко, В.Лялюк, І.Музичко, І.Тіщенко, В.Шмонда.
Наступний сезон для «Сокола» завершився вкрай невдало. У попередньому етапі вищої ліги киянки зайняли лише 10-е місце серед 12 учасників, а в перехідному турнірі команда фінішувала лише 8-й і покинула вищий дивізіон радянського жіночого волейболу. У всіх наступних першостях СРСР «Сокіл» виступав в 1-й лізі.
Київський «Сокіл» всі роки свого існування також брав участь в чемпіонатах і кубках України(УРСР). І є багаторазовим чемпіоном і призером УРСР.
В 1991 київська команда нарешті добилася права на повернення в еліту союзного жіночого волейболу, вигравши змагання у 1-й лізі, але в сезоні 1991/92 «Сокіл» через припинення проведення чемпіонатів СРСР взяла участь у відкритому чемпіонаті Росії.
В 1992 році «Сокіл» був серед учасників першого незалежного чемпіонату України, але вийти у фінальну стадію не зміг. У тому ж році волейбольний клуб припинив своє існування.

## Назви
- 1940—1945 — «Здоров'я»,
- 1950—1953 — «Медик»,
- 1954—1976 — «Буревісник»,
- 1977—1978 — СКІФ,
- 1978—1991 — «Сокіл»

## Досягнення
- Чемпіонат УРСР
  -  Чемпіон(5): 1967(зима), 1967(літо), 1980, 1981, 1986.
  -  Срібний призер (10): 1945, 1951, 1952, 1960(осінь), 1962, 1963, 1964, 1966, 1979, 1988.
  -  Бронзовий призер (17): 1947, 1949, 1950, 1953, 1954, 1955, 1961(зима), 1965, 1968, 1969, 1970, 1971, 1972, 1974, 1976, 1978, 1982.

- Чемпіонат СРСР
  -  Бронзовий призер (1) — 1981